# Список фавориток королей Англии и Великобритании

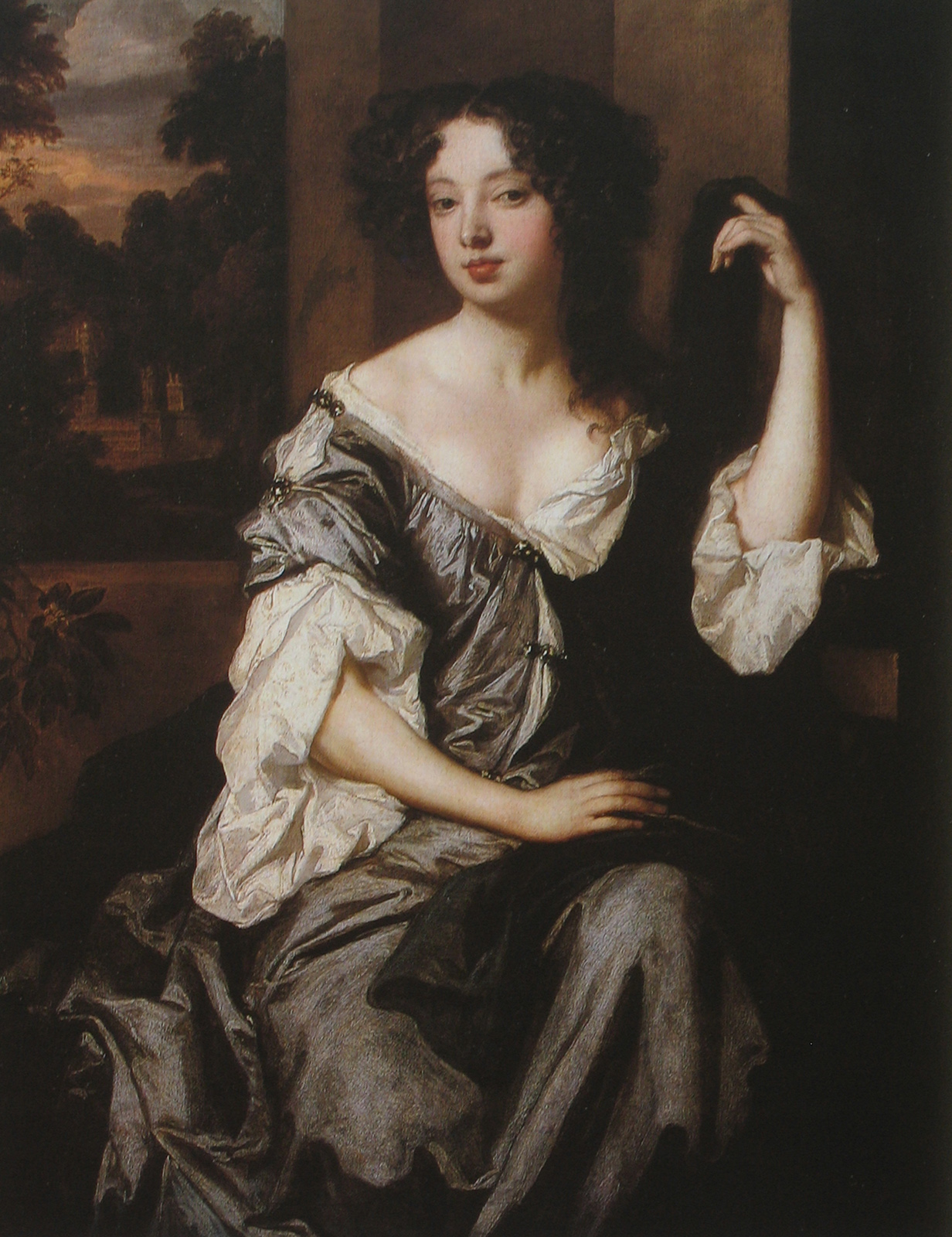
Луиза Керуаль — самая известная любовница короля Карла II

Предложенный здесь список фавориток королей Англии и Великобритании включает в себя любовниц монархов Англии и Великобритании. У многих королей, несмотря на браки, были любовницы, некоторые из которых оказывали значительное влияние на жизнь королевского двора и политику, как например любовницы Карла II Барбара Вильерс и Луиза де Керуаль считались «первыми фаворитками» при английском дворе.
Король Великобритании Эдуард VIII в декабре 1936 года отрёкся от престола, чтобы вступить в законный брак со своей любовницей Уоллис Симпсон, которая пыталась развестись со вторым мужем.

## Короли Англии

### Генрих I
- Нест верх Рис (валл. Nest ferch Rhys; ок. 1080 — после 1136), принцесса Дехейбарта[1]
- Сибилла Корбет (англ. Sybilla Corbet; 1077 — после 1157)
- Изабелла де Бомон (англ. Isabel de Beaumont (ок. 1102 – ок. 1172)
- Эдит Форн[англ.] (Edith Forne) (ум. после 1129)

### Стефан Блуаский
- Даметт (Damette)

### Генрих II

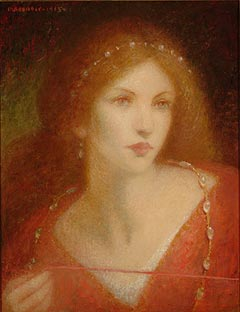
Розамунда де Клиффорд

- Икенаи (Ikenai)[2]
- Алиса де Пороэт (англ. Alice de Poroet)
- Розамунда де Клиффорд (англ. Rosamund de Clifford) (1150—1176)[2]
- Ида де Тосни (англ. Ida de Tosny) (ум. после 1181 года)[2]
- Неста (англ. Nesta)[2]

### Иоанн Безземельный
- Адела де Варренн (англ. Adela de Warenne)  (ок. 1162 — после 1220)[3]
- Клеменция Ле Ботле (англ. Clementia Le Botle)[3]
- Хавиза (англ. Hawise) (ум. после 1219)[3]
- Сюзанна Гивен-Уилсон и Кертейс (англ. Susanna Given-Wilson & Curteis)[3]

### Эдуард III
- Элис Перрерс (англ. Alice Perrers) (после 1400 года)

### Эдуард IV
- Джейн Шор (ок. 1445—до 1527)
- Элизабет Люси (после 1461 года)

### Генрих VIII
- Элизабет Блаунт (англ. Elizabeth Blount) (1498/1500 — 1541)
- Мария Болейн (англ. Mary Boleyn) (ок. 1499 — 15 июня 1543)
- Маргарет Шелтон (англ. Margaret Shelton) (после 1555 года)

## Короли Англии и Шотландии

### Карл II
- Люси Уолтер (англ. Lucy Walter) (ок. 1630 — 1658)[4]

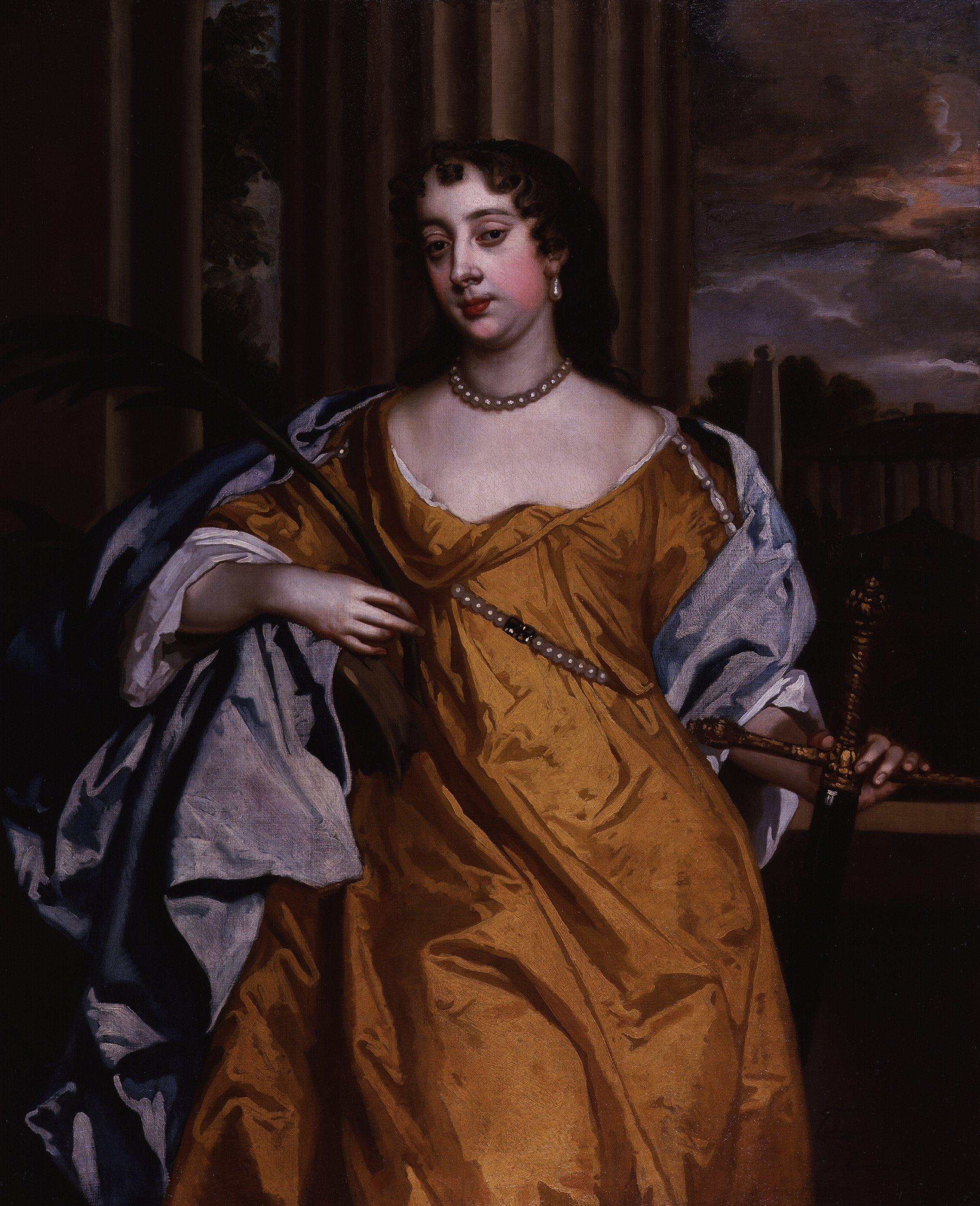
Барбара Вильерс. Портрет кисти Питера Лели

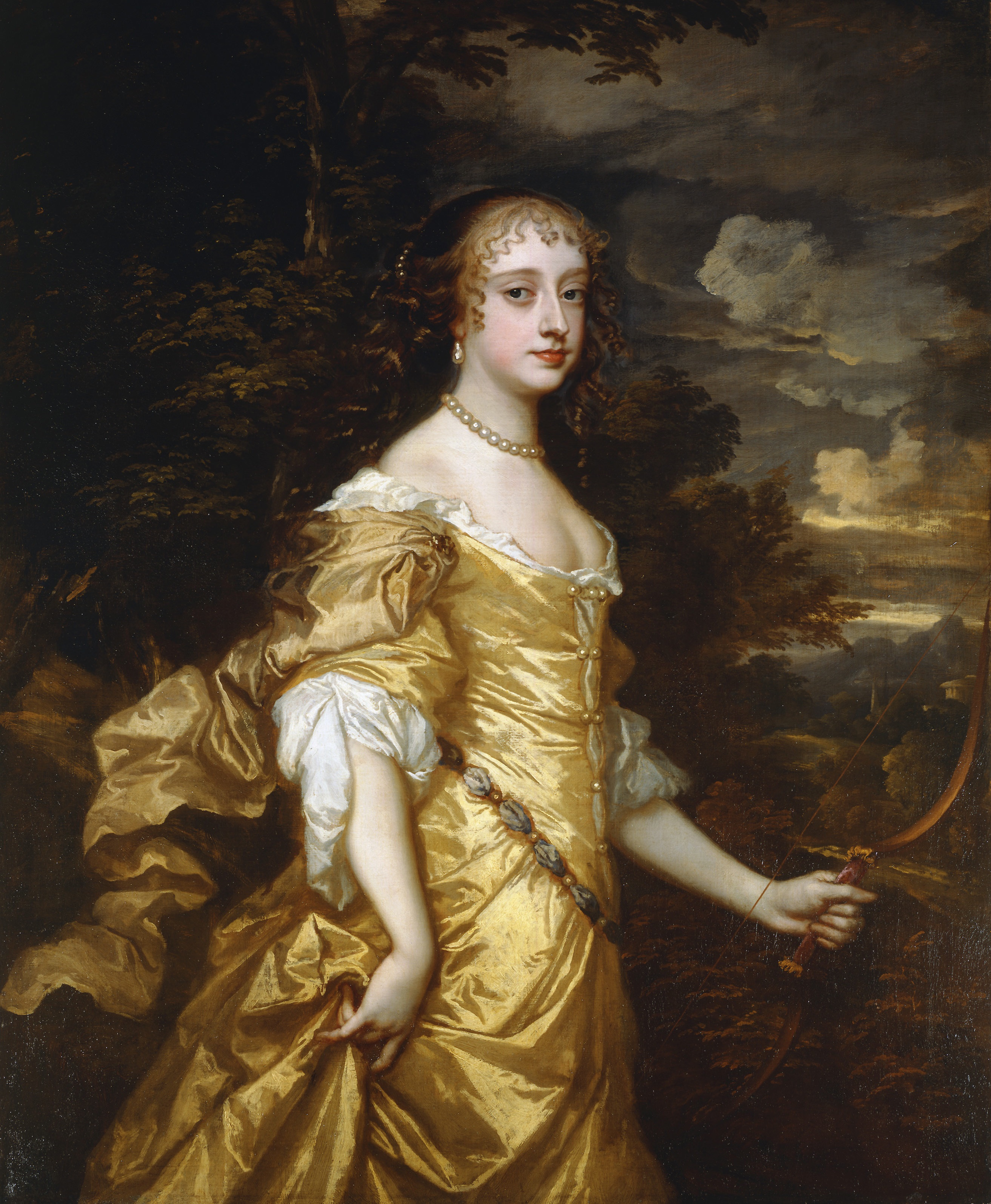
Фрэнсис Тереза Стюарт в жёлтом платье

- Элизабет Киллгрит, виконтесса Шеннон[англ.] (16 мая 1622 — декабрь 1680)
- Кэтрин Пегге[англ.] (1635 — ?)[4]
- Барбара Вильерс (27 сентября 1640 — 9 октября 1709)[4][5]
- Фрэнсис Тереза Стюарт (8 июля 1647 — 15 октября 1702), была фавориткой, но любовницей быть отказалась[4]
- Луиза Рене де Керуаль (6 сентября 1649 — 14 ноября 1734)[4]
- Нелл Гвин (2 февраля 1650 — 14 ноября 1687), театральная актриса[4]
- Мэри Дэвис (1648 — 1708)[4]
- Гортензия Манчини  (6 июня 1646 — 2 июля 1699)
- Элизабет Уивер[англ.], актриса[4] (ум. после 1683)
- Кристабелла Уиндхэм[4]
- Уинифред Уэллс[англ.] (1642 — после 1692), сообщается, что была беременна от короля, но у неё произошёл выкидыш[4]
- Джейн Робертс
- Элизабет Беркли, графиня Фалмут и Дорсет[англ.] (1645 – 12 сентября 1679)
- Элизабет Фицджеральд
- Джейн Миддлтон (1645—1692)
- Элизабет Гамильтон (1641 — 3 июня 1708)

### Яков II
- Арабелла Черчилль (23 февраля 1648 — 30 мая 1730)[5]
- Кэтрин Седли, графиня Дорчестер (21 декабря 1657 – 26 октября 1717)

## Короли Великобритании

### Георг I
- Мелюзина фон дер Шуленбург  (25 декабря 1667 — 10 мая 1743)[5]

### Георг II

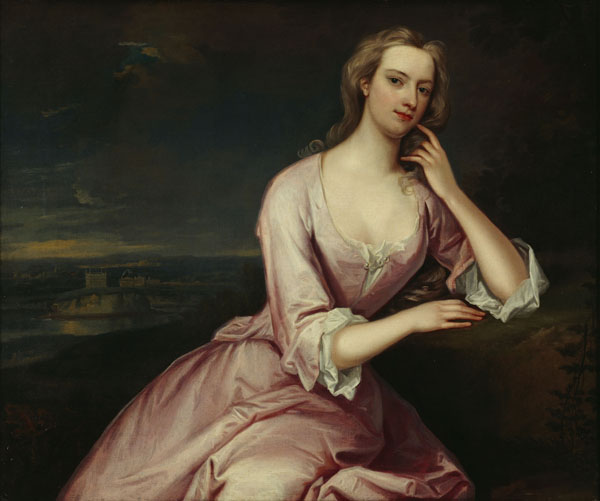
Генриетта Говард, графиня Саффолк

- Генриетта Говард, графиня Саффолк  (1689 — 26 июля 1767)

### Георг IV
- Мэри-Анна Фицгерберт (26 июля 1756 — 27 марта 1837)[5]
- Изабелла Сеймур-Конуи, маркиза Хартфорд (1759 — 12 апреля 1834)
- Фрэнсис Вильерс, графиня Джерси[англ.] (25 февраля 1753 – 23 июля 1821)
- Энни Барнард (1750—1825) — писательница и художница
- Мэри Робинсон (27 ноября 1758 – 26 декабря 1800), поэтесса и актриса
- Грейс Эллиотт (ок. 1754 – 16 мая 1823), куртизанка и писательница
- Элизабет Конингэм, маркиза Конингэм (29 марта 1770 — 11 октября 1861)

### Эдуард VII

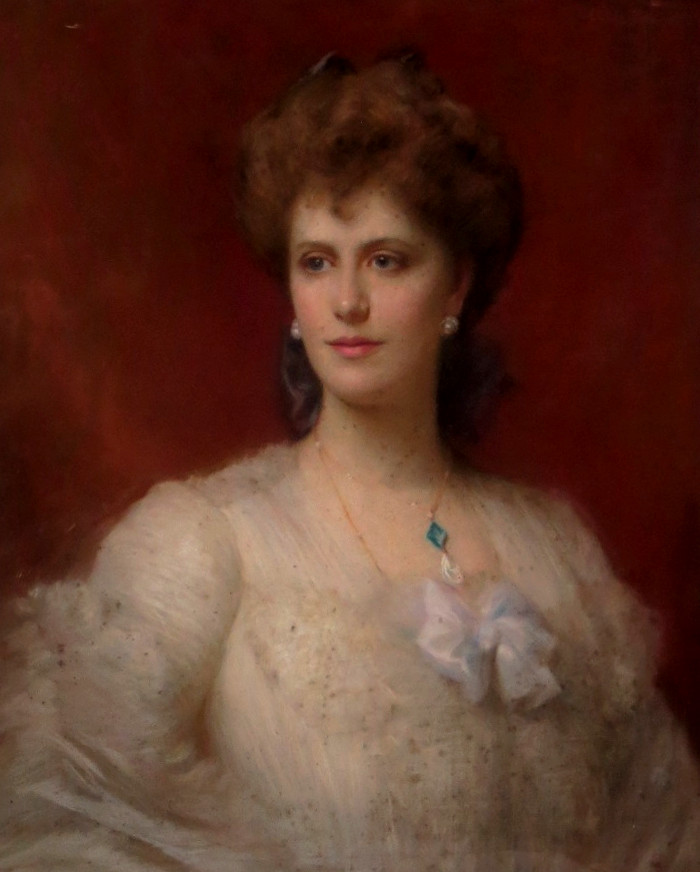
Алиса Кеппел

- Сара Бернар (22 октября 1844 — 26 марта 1923), актриса
- Сьюзан Вейн-Темпест[англ.] (7 апреля 1839 – 6 сентября 1875), аристократка
- Лилли Лэнгтри (13 октября 1853 — 12 февраля 1929), актриса и светская львица
- Дэйзи Гревилл, графиня Уорик (10 декабря 1861 – 26 июля 1938)
- Алиса Кеппел (29 апреля 1868 — 11 сентября 1947), аристократка и светская львица[5]

### Эдуард VIII

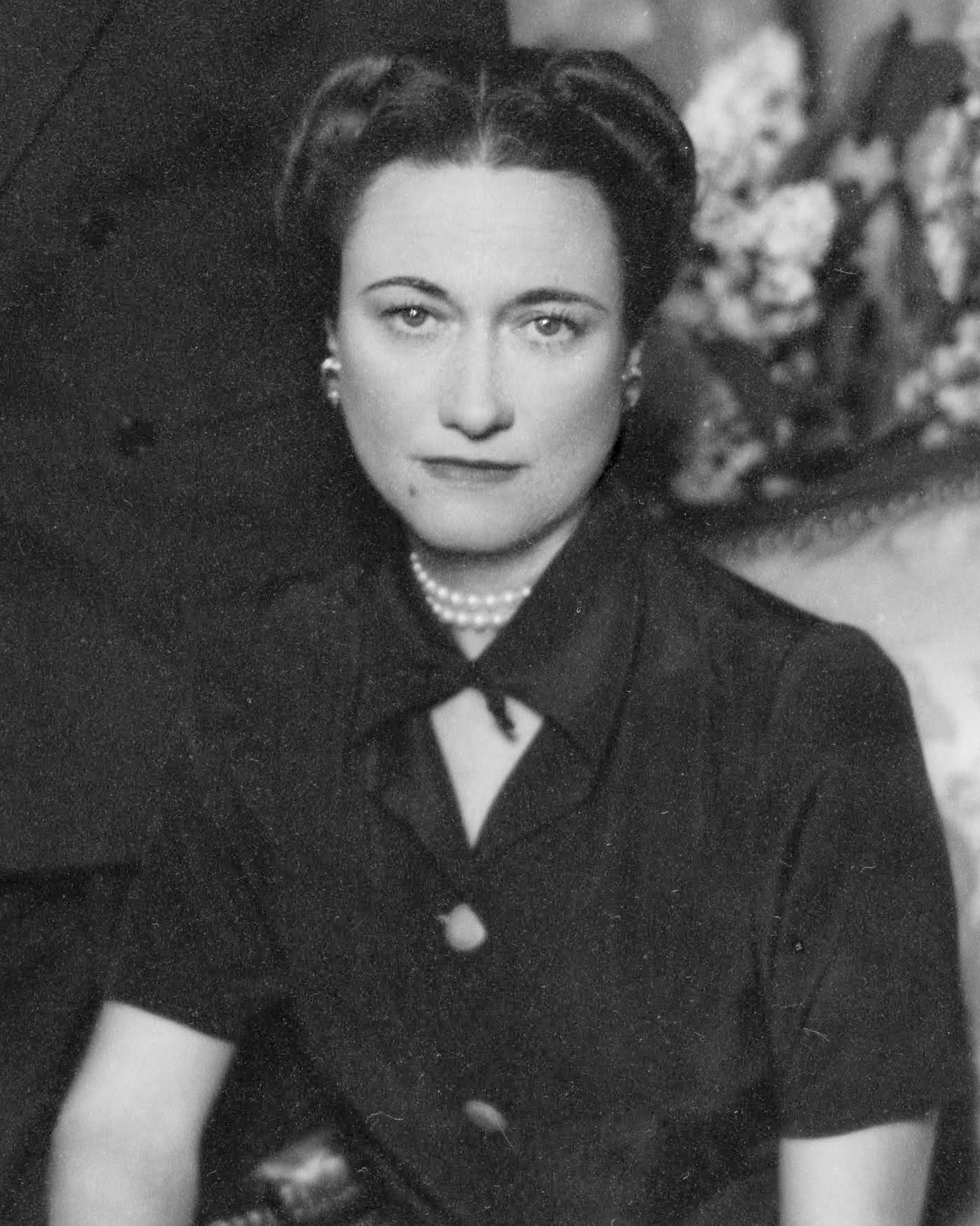
Уоллис Симпсон

- Фрида Дадли Уорд (28 июля 1894 – 16 марта 1983), светская львица
- Тельма Фернесс, виконтесса Фернесс[англ.] (23 августа 1904 – 29 января 1970), актриса
- Уоллис Симпсон (19 июня 1896 —  24 апреля 1986), в 1937 году стала его супругой, после того когда в декабре 1936 года король Эдуард VIII отрёкся от престола.